# Listă de filme western din anii 2000
Aceasta este o listă de filme western din anii 2000.
| 2000                                                       |                                         |                                                                                         |                                                                        |                                |
| Across the Line                                            | Martin Spottl                           | Brad Johnson, Sigal Erez, Adrienne Barbeau, Brian Bloom                                 | Statele Unite ale Americii                                             | contemporary Western           |
| All the Pretty Horses                                      | Billy Bob Thornton                      | Matt Damon, Henry Thomas, Lucas Black                                                   | Statele Unite ale Americii                                             | Romance Western                |
| The Claim                                                  | Michael Winterbottom                    | Peter Mullan, Milla Jovovich, Wes Bentley                                               | ,                                                                      | Romance Western                |
| From Dusk till Dawn 3: The Hangman's Daughter              | P.J. Pesce                              | Ara Celi, Marco Leonardi, Michael Parks                                                 | Statele Unite ale Americii                                             | Horror Western                 |
| Grey Owl                                                   | Richard Attenborough                    | Pierce Brosnan                                                                          | ,                                                                      | Revisionist Western            |
| High Noon                                                  | Rod Hardy                               | Tom Skerritt, Susanna Thompson, Reed Diamond                                            | Statele Unite ale Americii                                             | Outlaw Western                 |
| Shanghai Noon                                              | Tom Dey                                 | Jackie Chan, Owen Wilson, Lucy Liu                                                      | Statele Unite ale Americii                                             | Comedy Western                 |
| South of Heaven, West of Hell                              | Dwight Yoakam                           | Dwight Yoakam, Vince Vaughn, Billy Bob Thornton                                         | Statele Unite ale Americii                                             | revisionist Western            |
| Tears of the Black Tiger                                   | Wisit Sasanatieng                       | Chartchai Ngamsan, Stella Malucchi, Supakorn Kitsuwon                                   | Thailanda                                                              |                                |
| The Virginian                                              | Bill Pullman                            | Bill Pullman, Diane Lane, John Savage                                                   | Statele Unite ale Americii                                             | Western tradițional            |
| 2001                                                       |                                         |                                                                                         |                                                                        |                                |
| The American Astronaut                                     | Cory McAbee                             | Rocco Sisto, Annie Golden                                                               | Statele Unite ale Americii                                             | Space Western                  |
| American Outlaws                                           | Les Mayfield                            | Scott Caan, Colin Farrell, Ali Larter                                                   | Statele Unite ale Americii                                             | Outlaw Western                 |
| The Ballad of Lucy Whipple                                 | Jeremy Kagan                            | Glenn Close, Jena Malone, Bruce McGill                                                  | Statele Unite ale Americii                                             |                                |
| Cowboy Up                                                  | Xavier Koller                           | Kiefer Sutherland, Marcus Thomas, Daryl Hannah                                          | Statele Unite ale Americii                                             | contemporary Western           |
| Crossfire Trail                                            | Simon Wincer                            | Tom Selleck, Virginia Madsen                                                            | Statele Unite ale Americii                                             | Western tradițional            |
| Dust                                                       | Milčo Mančevski                         | Joseph Fiennes, David Wenham, Adrian Lester                                             | ,                                                                      | Hybrid Western                 |
| Jericho                                                    | Merlin Miller                           | Mark Valley, Leon Coffee, R. Lee Ermey                                                  | Statele Unite ale Americii                                             | Mystery Western                |
| The Journeyman                                             | James Crowley                           | Brad Hunt, Daniel Plaine                                                                | Statele Unite ale Americii                                             |                                |
| Der Schuh des Manitu                                       | Michael Herbig                          | Michael Herbig, Christian Tramitz, Sky du Mont                                          | Germania                                                               | Comedy Western                 |
| Texas Rangers                                              | Steve Miner                             | James Van Der Beek, Ashton Kutcher                                                      | Statele Unite ale Americii                                             | revisionist Western            |
| Warden of Red Rock                                         | Stephen Gyllenhaal                      | James Caan, David Carradine, Rachel Ticotin                                             | Statele Unite ale Americii                                             | Outlaw Western                 |
| 2002                                                       |                                         |                                                                                         |                                                                        |                                |
| 800 Bullets                                                | Álex de la Iglesia                      | Sancho Gracia, Carmen Maura                                                             | Spania                                                                 | Comedy Western                 |
| Black Marshal: The Hunt for Dozier                         | Lee Newton                              | Mark Barragar, Phillip Borghee                                                          | Statele Unite ale Americii                                             |                                |
| Johnson County War                                         | David S. Cass, Sr.                      | Tom Berenger, Luke Perry, Burt Reynolds                                                 | ,                                                                      | Western tradițional            |
| King of Texas                                              | Uli Edel                                | Patrick Stewart, Marcia Gay Harden, Lauren Holly                                        | Statele Unite ale Americii                                             | Western tradițional            |
| The Legend of Jake Kincaid                                 | Alan Autry                              | Alan Autry, David Hart                                                                  | Statele Unite ale Americii                                             | Western tradițional            |
| Legend of the Phantom Rider                                | Alex Erkiletian                         | Denise Crosby, Robert McRay                                                             | Statele Unite ale Americii                                             | Fantasy Western                |
| Mi Amigo                                                   | Milton Brown                            | Josh Holloway, Burton Gilliam, Ed Bruce                                                 | Statele Unite ale Americii                                             | Comedy Western                 |
| The Outsider                                               | Randa Haines                            | Timothy Daly, Keith Carradine, David Carradine                                          | Statele Unite ale Americii                                             |                                |
| The Tracker                                                | Rolf de Heer                            | Gary Sweet, David Gulpilil, Damon Gameau                                                | Australia                                                              | Outback Western                |
| The Wooden Gun                                             | Jon Jacobs, Michael Kastenbaum          | Jon Jacobs, Dawn Kapatos                                                                | Statele Unite ale Americii                                             | Outlaw Western                 |
| 2003                                                       |                                         |                                                                                         |                                                                        |                                |
| And Starring Pancho Villa as Himself                       | Bruce Beresford                         | Antonio Banderas, Alan Arkin                                                            | Statele Unite ale Americii                                             |                                |
| Gang of Roses                                              | Jean-Claude La Marre                    | Monica Calhoun, Stacey Dash, LisaRaye                                                   | Statele Unite ale Americii                                             | revisionist Western            |
| The Last Cowboy                                            | Kelly Connell                           | Eugene Osment, Lance Henriksen                                                          | Statele Unite ale Americii                                             | contemporary Western           |
| Ultimul samurai                                            | Edward Zwick                            | Tom Cruise, Ken Watanabe, William Atherton                                              | Statele Unite ale Americii                                             | Samurai Western                |
| The Missing                                                | Ron Howard                              | Cate Blanchett, Tommy Lee Jones, Evan Rachel Wood                                       | Statele Unite ale Americii                                             | revisionist Western            |
| Monte Walsh                                                | Simon Wincer                            | Tom Selleck, Isabella Rossellini                                                        | Statele Unite ale Americii                                             | Western tradițional            |
| Nate and the Colonel                                       | Paul Winters                            | Paul Winters, Ricco Ross                                                                | Statele Unite ale Americii                                             | Western tradițional            |
| Ned                                                        | Abe Forsythe                            | Felix Williamson, Abe Forsythe                                                          | Australia                                                              | Outback Western                |
| Ned Kelly                                                  | Gregor Jordan                           | Heath Ledger, Orlando Bloom, Geoffrey Rush                                              | Australia                                                              | Outback Western                |
| Once Upon a Time in Mexico                                 | Robert Rodriguez                        | Antonio Banderas, Salma Hayek, Johnny Depp                                              | Statele Unite ale Americii                                             | contemporary Western           |
| Open Range                                                 | Kevin Costner                           | Robert Duvall, Kevin Costner, Annette Bening                                            | Statele Unite ale Americii                                             | Western tradițional            |
| Turquoise                                                  | GiGi Mullins                            | Laci Alexander, Stephen Savage                                                          | Statele Unite ale Americii                                             | romance Western                |
| True Legends of the West                                   | Billy McNally                           | Christopher Atkins, Nancy Criss                                                         | Statele Unite ale Americii                                             | comedy Western                 |
| 2004                                                       |                                         |                                                                                         |                                                                        |                                |
| The Alamo                                                  | John Lee Hancock                        | Dennis Quaid, Billy Bob Thornton, Jason Patric                                          | Statele Unite ale Americii                                             | Western tradițional            |
| Blueberry                                                  | Jan Kounen                              | Vincent Cassel, Juliette Lewis, Michael Madsen                                          | Mexic · Franța · Regatul Unit al Marii Britanii și al Irlandei de Nord | Hybrid Western                 |
| Dead Birds                                                 | Alex Turner                             | Henry Thomas, Patrick Fugit                                                             | Statele Unite ale Americii                                             | Horror Western                 |
| Ghost Rock                                                 | Dustin Rikert                           | Gary Busey, Michael Worth, Jeff Fahey, Adrienne Barbeau                                 | Statele Unite ale Americii                                             | Revenge Western                |
| Home on the Range                                          | Will Finn, John Sanford                 | Roseanne Barr, Judi Dench, Jennifer Tilly, Cuba Gooding, Jr., Randy Quaid               | Statele Unite ale Americii                                             | comedy Western, Animated film  |
| Lucky Luke and the Daltons                                 | Philippe Haïm                           | Eric Judor, Til Schweiger, Ramzy Bedia                                                  | ,                                                                      | Comedy Western                 |
| Pizza, Pesos and Pistoleros                                | Andrew Wiest                            | Robert Bear, Lillith Fields                                                             | Statele Unite ale Americii                                             | comedy Western                 |
| The Trail to Hope Rose                                     | David S. Cass sr.                       | Lou Diamond Phillips, Ernest Borgnine, Lee Majors                                       | Statele Unite ale Americii                                             | Western tradițional            |
| Tremors 4: The Legend Begins                               | S. S. Wilson                            | Michael Gross                                                                           | Statele Unite ale Americii                                             | Horror Western                 |
| 2005                                                       |                                         |                                                                                         |                                                                        |                                |
| Brokeback Mountain                                         | Ang Lee                                 | Heath Ledger, Jake Gyllenhaal, Michelle Williams                                        | Statele Unite ale Americii                                             | Romance Western                |
| Brothers in Arms                                           | Jean-Claude La Marre                    | David Carradine                                                                         | Statele Unite ale Americii                                             |                                |
| Buckaroo: The Movie                                        | James A. Brooks                         | Simon Baker, James A. Brooks, Gary Busey                                                | Statele Unite ale Americii                                             | Family Western                 |
| Hell to Pay                                                | Chris McIntyre                          | Peter Brown, Katie A. Keane                                                             | Statele Unite ale Americii                                             | Western tradițional            |
| Miracle at Sage Creek                                      | James Intveld                           | Tim Abell, Sarah Aldrich                                                                | Statele Unite ale Americii                                             |                                |
| Planetfall                                                 | Michael J. Heagle                       | Jonathan Adams                                                                          | Statele Unite ale Americii                                             | Sci-Fi Western                 |
| The Proposition                                            | John Hillcoat                           | Guy Pearce, Ray Winstone, Emily Watson                                                  | ,                                                                      | Outback Western                |
| Ride or Die                                                | Chris W. Hill                           | Sarah Kozer, Jesse Wells Martins, Kira Madallo Sesay                                    | Statele Unite ale Americii                                             |                                |
| Serenity                                                   | Joss Whedon                             | Nathan Fillion, Gina Torres, Alan Tudyk, Morena Baccarin                                | Statele Unite ale Americii                                             | Space western, Hybrid western  |
| Showdown at Devil's Butte                                  | Rick Simpson                            | Geoff Baron, Charlie Ward, Rick Simpson                                                 | Statele Unite ale Americii                                             | Western tradițional            |
| The Shunned                                                | C. M. Downs                             | Kurt Hanover, Adam Gaitan                                                               | Statele Unite ale Americii                                             | Horror Western                 |
| The Tailor                                                 | Alveraz Ricardez                        | Casey Austin, Jon Equis, Joe Estevez                                                    | Statele Unite ale Americii                                             |                                |
| Three Bad Men                                              | Jeff Hathcock                           | Mike Moroff, Chris Gann, George Kennedy                                                 | Statele Unite ale Americii                                             |                                |
| The Three Burials of Melquiades Estrada                    | Tommy Lee Jones                         | Tommy Lee Jones, Barry Pepper, Julio Cedillo, Dwight Yoakam                             | ,                                                                      | contemporary Western           |
| Truce                                                      | Matthew Marconi                         | Buck Taylor, Samantha Droke                                                             | Statele Unite ale Americii                                             | contemporary Western           |
| Whiskey Jacks                                              | Tyler MacIntyre                         | Col Cseke, Shaun Cordingley                                                             | Statele Unite ale Americii                                             | Western tradițional            |
| 2006                                                       |                                         |                                                                                         |                                                                        |                                |
| After Sundown                                              | Michael W. Brown                        | Susana Gibb, Christopher Abram                                                          | Statele Unite ale Americii                                             | Horror Western                 |
| Bandidas                                                   | Espen Sandberg, Joachim Roenning        | Salma Hayek, Penélope Cruz                                                              | Mexic · Statele Unite ale Americii · Franța                            | Comedy Western                 |
| Broken Trail                                               | Walter Hill                             | Robert Duvall, Thomas Haden Church, Greta Scacchi                                       | Statele Unite ale Americii                                             | revisionist Western            |
| The Decoy                                                  | Justin Kreinbrink                       | Clint James, Amos Carver                                                                | Statele Unite ale Americii                                             | Western tradițional            |
| Desolation Canyon                                          | David S. Cass, Sr.                      | Stacy Keach, Patrick Duffy                                                              | Statele Unite ale Americii                                             | B Western                      |
| The Devil Wears Spurs                                      | Charlton Thorpe                         | Bill McKinney, Nick Sowell                                                              | Statele Unite ale Americii                                             | psychological Western          |
| Dos bien puestos                                           | Hernando Name                           | Eric del Castillo, Julio Alemán                                                         | ,                                                                      |                                |
| Dynamite Warrior                                           | Chalerm Wongpim                         | Dan Chupong                                                                             | Thailanda                                                              | Hybrid Western                 |
| Emiliano Cadena: El méxicano                               | Hernando Name                           | Rafael Goyri, Claudia Vega                                                              | ,                                                                      |                                |
| The Quick and the Undead                                   | Gerald Nott                             | Clint Glenn                                                                             | Statele Unite ale Americii                                             | Horror Western                 |
| A Shot in the West                                         | Robert Kelly                            | Alexander Watson, Zal Cleminson, David Hayman                                           | Scoția                                                                 | Western short                  |
| Sugar Creek                                                | James Cotten                            | Dustin Alford, Jeff Bailey                                                              | Statele Unite ale Americii                                             | Supernatural/Thriller Western  |
| Summer Love                                                | Piotr Uklański                          | Bogusław Linda, Karel Roden, Val Kilmer                                                 | Polonia                                                                | Outlaw Western                 |
| Vengeance Trail                                            | Stephen McCurry                         | Mark Craig, Jeff Dolan                                                                  | Statele Unite ale Americii                                             | Western tradițional            |
| 2007                                                       |                                         |                                                                                         |                                                                        |                                |
| 3:10 to Yuma                                               | James Mangold                           | Russell Crowe, Christian Bale, Peter Fonda                                              | Statele Unite ale Americii                                             | Outlaw Western                 |
| All Hat                                                    | Leonard Faringer                        | Luke Kirby, Stephen McHattie, Keith Carradine, Lisa Ray, Rachel Leigh Cook              | Canada                                                                 | Comedy Western                 |
| The Assassination of Jesse James by the Coward Robert Ford | Andrew Dominik                          | Brad Pitt, Casey Affleck, Sam Shepard                                                   | Statele Unite ale Americii                                             | Outlaw Western                 |
| Avenging Angel                                             | David S. Cass, Sr.                      | Kevin Sorbo                                                                             | Statele Unite ale Americii                                             |                                |
| BloodRayne II: Deliverance                                 | Uwe Boll                                | Natassia Malthe, Zack Ward                                                              | Canada · Germania                                                      | Horror Western                 |
| Blue Eyes                                                  | Chuck Walker                            | Michael Gregory, John Castellanos, Leslie Easterbrook                                   | Statele Unite ale Americii                                             | Western tradițional            |
| Bury My Heart at Wounded Knee                              | Yves Simoneau                           | Aidan Quinn, Adam Beach, August Schellenberg, Anna Paquin                               | Statele Unite ale Americii                                             | revisionist Western            |
| Cartel, 1882                                               | Chuck Walker                            | Michael Gregory, Leslie Easterbrook                                                     | Statele Unite ale Americii                                             |                                |
| Dead Noon                                                  | Andrew Wiest                            | Kane Hodder, Robert Bear                                                                | Statele Unite ale Americii                                             | Horror Western                 |
| The Far Side of Jericho                                    | Tim Hunter                              | Patrick Bergin, Lawrence Pressman, James Gammon                                         | Statele Unite ale Americii                                             | revisionist Western            |
| Ghost Town: The Movie                                      | Jeff Kennedy, Dean Teaster              | Herbert Coward, Bill McKinney, DJ Perry                                                 | Statele Unite ale Americii                                             |                                |
| The Legend of God's Gun                                    | Mike Bruce                              | Kirpatrick Thomas, Bobby Bones                                                          | Statele Unite ale Americii                                             |                                |
| Left for Dead                                              | Albert Pyun                             | María Alche, Soledad Arocena                                                            | Statele Unite ale Americii                                             | Horror Western                 |
| The Mustachioed Bandit Meets His End                       | Paul Blair                              | Doug Swim, Cazimir Milostan                                                             | Statele Unite ale Americii                                             |                                |
| No Country for Old Men                                     | Coen Brothers                           | Tommy Lee Jones, Javier Bardem, Josh Brolin                                             | Statele Unite ale Americii                                             | contemporary Western           |
| Roswell 1847                                               | Ian Paterson                            | Gabrielle Amies, Norman Lovett                                                          | Statele Unite ale Americii                                             | Science Fiction Western        |
| September Dawn                                             | Christopher Cain                        | Jon Voight, Terence Stamp, Lolita Davidovich                                            | Statele Unite ale Americii                                             | revisionist Western            |
| Seraphim Falls                                             | David Von Ancken                        | Liam Neeson, Pierce Brosnan                                                             | ,                                                                      | revenge Western                |
| Shiloh Falls                                               | Adrian Fulle                            | John Bader, Steve Bannos                                                                | Statele Unite ale Americii                                             | Horror Western                 |
| Sukiyaki Western: Django                                   | Takashi Miike                           | Hideaki Ito, Masanobu Ando                                                              | Japonia                                                                | Samurai Western                |
| There Will Be Blood                                        | Paul Thomas Anderson                    | Daniel Day-Lewis, Paul F. Tompkins, Dillon Freasier                                     | Statele Unite ale Americii                                             | contemporary Western           |
| Undead or Alive                                            | Glasgow Philips                         | Chris Kattan, James Denton                                                              | Statele Unite ale Americii                                             | Horror Western                 |
| 2008                                                       |                                         |                                                                                         |                                                                        |                                |
| Aces 'N' Eights                                            | Craig R. Baxley                         | Casper Van Dien, Bruce Boxleitner, Ernest Borgnine                                      | Statele Unite ale Americii                                             | Western tradițional            |
| Appaloosa                                                  | Ed Harris                               | Ed Harris, Viggo Mortensen, Renée Zellweger                                             | Statele Unite ale Americii                                             | Western tradițional            |
| Australia                                                  | Baz Luhrmann                            | Nicole Kidman, Hugh Jackman, David Wenham                                               | Australia                                                              | Outback / Contemporary Western |
| The Burrowers                                              | JT Petty                                | Clancy Brown, William Mapother, Laura Leighton                                          | Statele Unite ale Americii                                             | Horror Western                 |
| Chinaman's Chance                                          | Aki Aleong                              | Reggie Lee                                                                              | Statele Unite ale Americii                                             | revisionist Western            |
| Comanche Moon                                              | Simon Wincer                            | Val Kilmer, Steve Zahn, Karl Urban                                                      | Statele Unite ale Americii                                             | Western tradițional            |
| Copperhead                                                 | Todor Chapkanov                         | Brad Johnson, Keith Scaduto, Brad Greenquist, Wendy Carter, Gabriel Womack, Billy Drago | Statele Unite ale Americii                                             | Horror Western                 |
| Fistful of Brains                                          | Christine Parker                        | Jaqueline Martini, Conrad Osborne                                                       | Statele Unite ale Americii                                             | Horror Western                 |
| The Good, the Bad, the Weird                               | Kim Ji-woon                             | Song Kang-ho, Lee Byung-hun, Jung Woo-sung                                              | Coreea de Sud                                                          | Manchurian Western             |
| A Gunfighter's Pledge                                      | Armand Mastroianni                      | Luke Perry, C. Thomas Howell                                                            | Statele Unite ale Americii                                             | Western tradițional            |
| Lone Rider                                                 | David S. Cass, Sr.                      | Lou Diamond Phillips, Stacy Keach                                                       | Statele Unite ale Americii                                             | B Western                      |
| The Man Who Came Back                                      | Glen Pitre                              | Eric Braeden, Billy Zane, George Kennedy, Armand Assante                                | Statele Unite ale Americii                                             | Western tradițional            |
| One-Eyed Horse                                             | Wayne Shipley                           | Mark Redfield, Jennifer Rouse                                                           | Statele Unite ale Americii                                             |                                |
| Prairie Fever                                              | Stephen Bridgewater, David S. Cass, Sr. | Kevin Sorbo, Dominique Swain                                                            | Statele Unite ale Americii                                             |                                |
| Shoot First and Pray You Live                              | Lance Doty                              | James Russo, John Doman, Clay Wilcox, Jim Gaffigan                                      | Statele Unite ale Americii                                             | Western tradițional            |
| Six Reasons Why                                            | Jeff Campagna, Matthew Campagna         | Dan Wooster, Colm Feore                                                                 | Statele Unite ale Americii                                             | Science Fiction Western        |
| 2009                                                       |                                         |                                                                                         |                                                                        |                                |
| All Hell Broke Loose                                       | Christopher Forbes                      | David Carradine, Jim Hilton                                                             | Statele Unite ale Americii                                             | B Western                      |
| Angel and the Badman                                       | Terry Ingram                            | Lou Diamond Philips, Deborah Kara Unger, Luke Perry                                     | Statele Unite ale Americii                                             | B Western                      |
| The Bastard Men of Root Flats                              | Marco Chierichella                      | Cameron Mayo, Zack Abramowitz, Gene Canfield                                            | Statele Unite ale Americii                                             | B Western                      |
| Dead Walkers                                               | Spencer Estabrooks                      | Michael Shepherd, Cheryl Hanley, Brendan Hunter                                         | Canada                                                                 | Horror Western                 |
| The Donner Party                                           | T. J. Martin                            | Crispin Glover, Clayne Crawford, Michele Santopietro                                    | Statele Unite ale Americii                                             | Period Western                 |
| Dual                                                       | Steven R. Monroe                        | Michael Worth, Tim Thomerson, Karen Kim                                                 | Statele Unite ale Americii                                             | Mystery Western                |
| Ecstasy of Gold                                            | Adam Oxsen                              | John Elliott, Narisa Suzuki, Brad Allen                                                 | Statele Unite ale Americii                                             | B Western                      |
| The Gambler, the Girl and the Gunslinger                   | Anne Wheeler                            | Dean Cain, James Tupper, Allison Hossack                                                | Canada                                                                 | B Western                      |
| High Plains Invaders                                       | K. T. Donaldson                         | James Marsters, Cindy Sampson, Sebastian Knapp                                          | ,                                                                      | Science Fiction Western        |
| Hungry Hills                                               | Rob W. King                             | Keir Gilchrist, Alexander De Jordy, Alexia Fast                                         | Canada                                                                 | B Western                      |
| The Hunter's Moon                                          | Stephen Savage                          | Wes Studi, Conor O'Farrell, Stefan Gierash                                              | Statele Unite ale Americii                                             | B Western                      |
| Lucky Country                                              | Kriv Stenders                           | Aden Young, Toby Wallace, Hanna Mangan-Lawrence                                         | Australia                                                              | Outback Western                |
| Lucky Luke                                                 | James Huth                              | Jean Dujardin, Michaël Youn                                                             | Franța                                                                 | comedy Western                 |
| Meaner Than Hell                                           | Edward M. Erdelac                       | Alex Bakalarz, Jared Cohn                                                               | Statele Unite ale Americii                                             | B Western                      |
| Mexican Gold                                               | Chuck Walker                            | Lorenzo Lamas, John Castellanos, J. Eddie Peck                                          | Statele Unite ale Americii                                             | Western tradițional            |
| The Only Good Indian                                       | Kevin Willmott                          | Wes Studi, J. Kenneth Campbell, Winter Fox Frank                                        | Statele Unite ale Americii                                             | revisionist Western            |
| Palo Pinto Gold                                            | Anthony Henslee                         | Trent Willmon, Roy Clark, Mel Tillis                                                    | Statele Unite ale Americii                                             | B Western                      |
| Reach for the Sky                                          | Alan Chan                               | Adam Hagenbuch, Hannah Hague, Richard L. Olsen                                          | Statele Unite ale Americii                                             | B Western                      |
| Redemtpion: A Mile from Hell                               | Robert Conway                           | Dustin Leighton, Tom Noga, Clint James                                                  | Statele Unite ale Americii                                             | psychological Western          |
| Shadowheart                                                | Dean Alioto                             | Angus Macfadyen, Justin Ament, Marnie Alton                                             | Statele Unite ale Americii                                             | Western tradițional            |
| Shadows of the Past                                        | Warren Ryan                             | Marcus Pointon, Jordanna Allen                                                          | Australia                                                              | contemporary Western           |
| The Showdown                                               | Jim Conover                             | Jim Conover, Dan Barth, Dave Barth                                                      | Statele Unite ale Americii                                             | B Western                      |
| Shroud                                                     | David Jetre                             | Nicole Leigh Jones, Dylan Barth, G. Russell Reynolds                                    | Statele Unite ale Americii                                             | Horror Western                 |
| Stingray Sam                                               | Cory McAbee                             | Cory McAbee, Joshua Taylor, Michael De Nola, Ron Crawford                               | Statele Unite ale Americii                                             | Space Western                  |
| Sumbitch!                                                  | Romulo Vega                             | Justin Teeters                                                                          | Statele Unite ale Americii                                             | comedy Western                 |